# 이와사키 마사미
이와사키 마사미(일본어: 岩崎 征実 いわさき まさみ[*], 1971년 10월 25일 ~ )는 일본의 성우이다. 도쿄도 출신. 오기프로 THE NEXT 소속.